# Casa Comolli
La Casa Comolli è un edificio storico di Milano situato in via Giulio Romano ai civici 1 e 3.

## Storia
Il palazzo venne eretto nel 1910.

## Descrizione
L'edificio, che sorge in via Giulio Romano a poca distanza da Porta Romana, si sviluppa su cinque livelli fuori terra. La facciata, contraddistinta da un elegante stile liberty, è caratterizzata dall'alternanza di cotto e cemento. Lesene e balconcini curvilinei decorano l'ultimo piano dell'edificio. Completano l'apparato decorativo ghirlande di fiori, balconi, cornici e i due imponenti portali d'ingresso, ornati da mascheroni di satiri e da targhe riportanti il numero civico.